# Chicago Fire FC
Chicago Fire FC är en professionell fotbollsklubb i Chicago i Illinois i USA som spelar i Major League Soccer (MLS). Hemmamatcherna spelas på Soldier Field.
Klubbens färger är rött och blått.
Chicago Fire har vunnit ligamästerskapet MLS Cup en gång och detsamma gäller Supporters' Shield, som tilldelas klubben som tagit flest poäng i grundserien. Vidare har klubben fyra gånger vunnit US Open Cup.
K` I== Historia ==

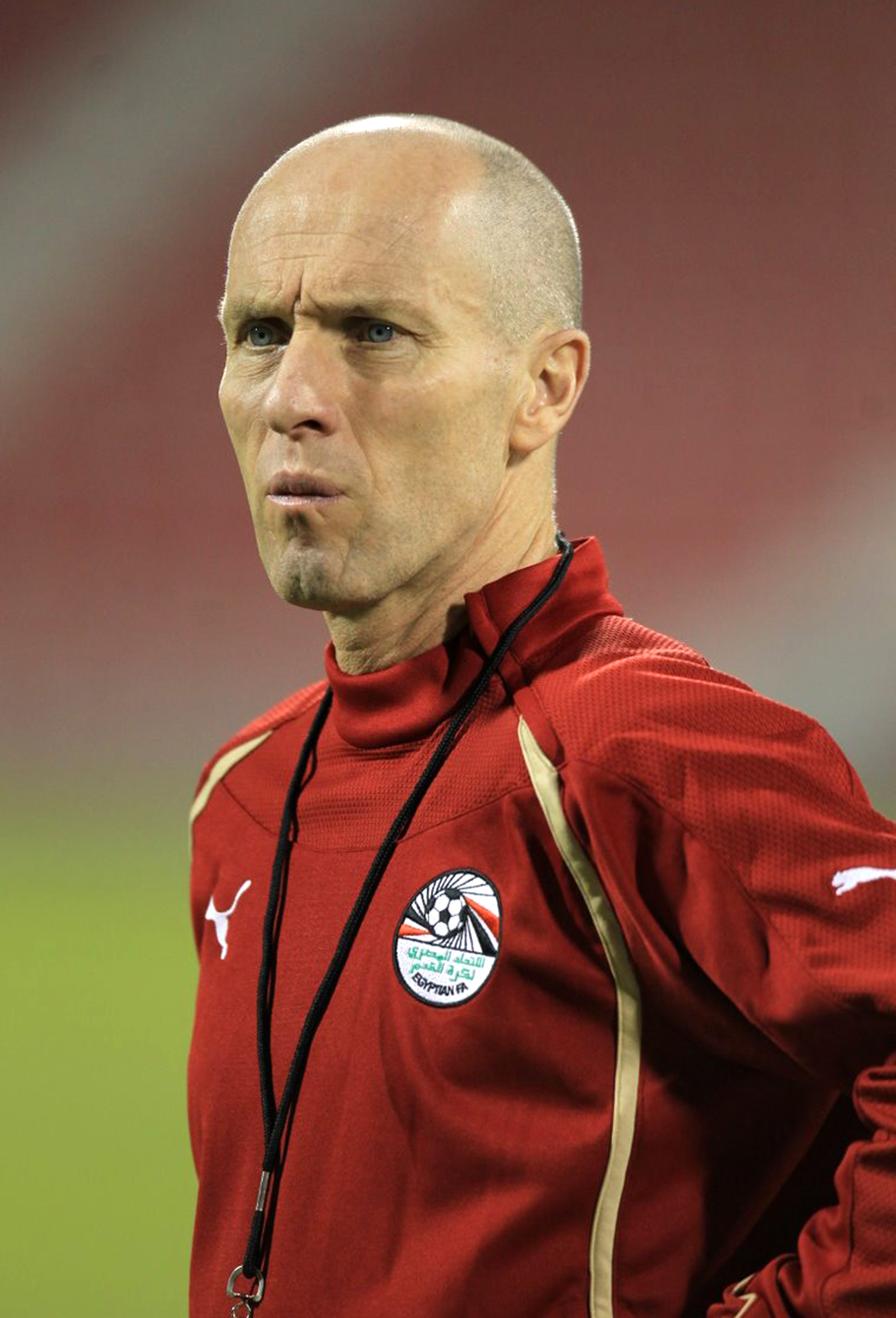
Bob Bradley var klubbens första tränare.

Klubben grundades den 9 april 1997 när MLS tillkännagav att en av de två nya klubbar som skulle börja spela 1998 skulle placeras i Chicago (den andra placerades i Miami och fick senare namnet Miami Fusion). Klubbens första ägare var Philip Anschutz (AEG). Att namnet på klubben skulle bli Chicago Fire Soccer Club meddelades den 8 oktober samma år, på dagen 126 år efter det att den så kallade Stora Chicagobranden, som klubben uppkallades efter, hade brutit ut.
Fire gjorde omedelbar succé under premiärsäsongen 1998. Ledd av tränaren Bob Bradley tog klubben hem dubbeln genom att både vinna MLS Cup över DC United och US Open Cup. Tack vare segern i MLS Cup fick man spela i 1999 års upplaga av Concacaf Champions' Cup, där man åkte ut i semifinal mot Alajuelense från Costa Rica och sedan spelade oavgjort mot DC United i matchen om tredje pris.
Även 2000 var en mycket framgångsrik säsong för Chicago. Man vann US Open Cup för andra gången och gick hela vägen till MLS Cup, där det dock blev förlust mot Kansas City Wizards. Platsen i MLS Cup ledde till att Fire fick spela i Concacaf Champions' Cup 2002, och där nådde man kvartsfinal.
Klubben var 2003 för första gången bäst av alla klubbar i MLS under grundserien och vann därmed sin första Supporters' Shield. I slutspelet gick Fire till MLS Cup för tredje gången, men förlorade mot San Jose Earthquakes. Samma säsong vann Chicago US Open Cup för tredje gången. Året efter spelade klubben i Concacaf Champions' Cup, men åkte ut i semifinal.
Fire flyttade under 2006 års säsong från Soldier Field till den nybyggda arenan Toyota Park i Chicagoförorten Bridgeview och under klubbens första säsong i den nya arenan vann man US Open Cup för fjärde gången. Året efter sålde AEG klubben till Andell Holdings, företrätt av Andrew Hauptman. Två år senare, 2009, spelade Chicago för första gången i Superliga, som spelades för tredje gången, och nådde där final i vilken man föll mot mexikanska Tigres UANL.

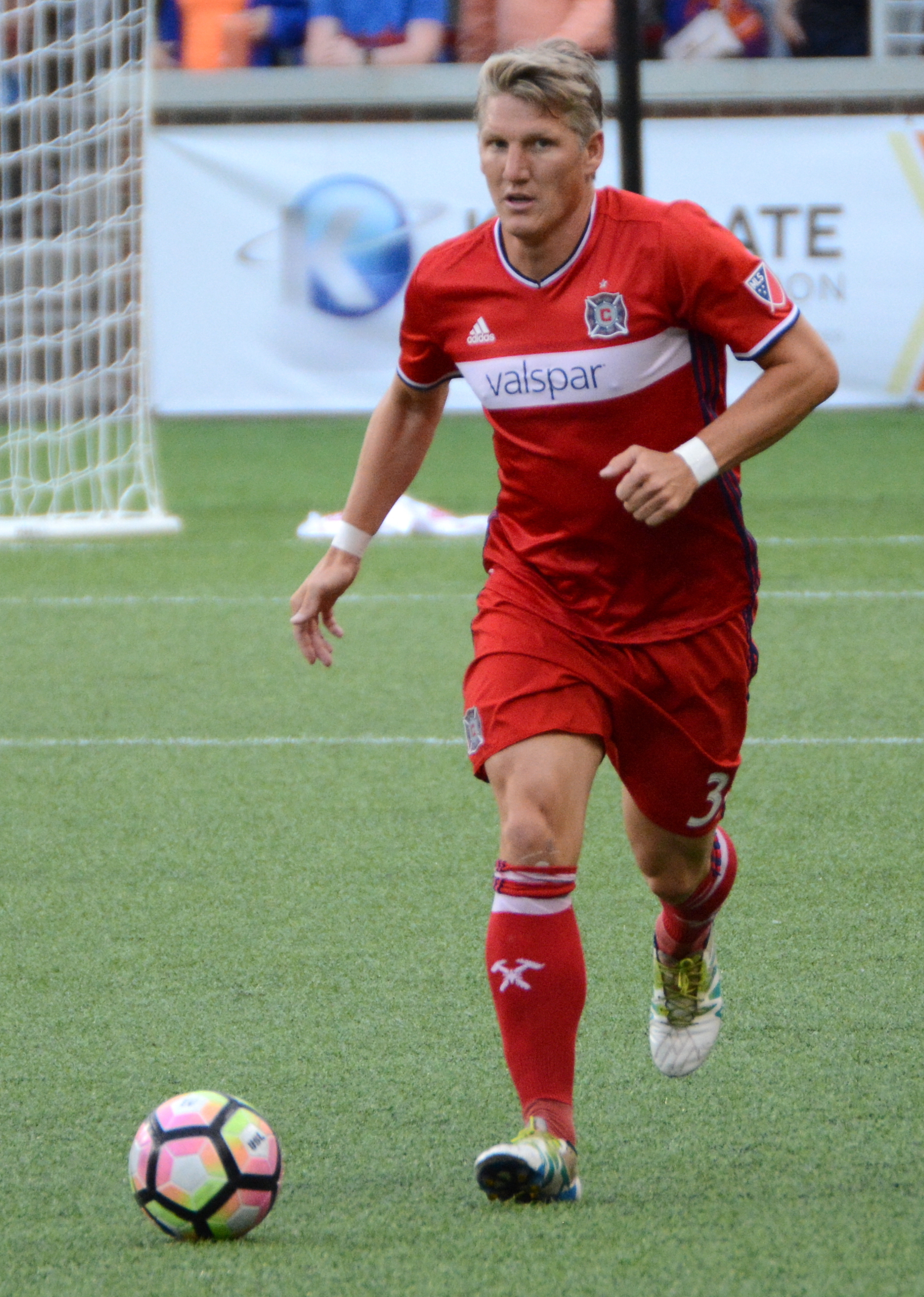
Bastian Schweinsteiger spelade för Fire 2017–2019.

Under de följande säsongerna hade klubben inte mycket att glädjas åt förutom en finalplats i US Open Cup 2011 och en MVP Award till Mike Magee 2013. Både 2015 och 2016 var klubben sämst i MLS. 2017 gick det bättre, mycket tack vare nykomlingarna Nemanja Nikolić, som gjorde 24 mål under grundserien och vann skytteligan (MLS Golden Boot), och Bastian Schweinsteiger. Två år senare var Fire med i den första upplagan av Leagues Cup, men åkte där ut i första omgången.
I slutet av 2019 års säsong såldes klubben av Andrew Hauptman till Joe Mansueto. Hauptman hade strax dessförinnan omförhandlat hyresavtalet för hemmaarenan Seatgeek Stadium (tidigare kallad Toyota Park) i avsikt att flytta tillbaka till Soldier Field 2020. Innan 2019 var över hade den nya ägaren offentliggjort att klubben bytte namn till Chicago Fire Football Club (i stället för Soccer Club) och att man även bytte logotyp för första gången sedan klubben bildades. Den nya logotypen föll dock inte klubbens supportrar i smaken och bara ett och ett halvt år senare presenterades en ny logotyp.

## Säsonger
| Major League Soccer | Major League Soccer | Major League Soccer | Major League Soccer | US Open Cup | US Open Cup    | Champions League | Champions League | Superliga / Leagues Cup | Superliga / Leagues Cup |
| Säsong              | Konferens           | Placering           | Slutspel            | Säsong      | Resultat       | Säsong           | Resultat         | Säsong                  | Resultat                |
| ------------------- | ------------------- | ------------------- | ------------------- | ----------- | -------------- | ---------------- | ---------------- | ----------------------- | ----------------------- |
| 1998                | Western             | 2:a (av 6)          | Mästare             | 1998        | Mästare        |                  |                  |                         |                         |
| 1999                | Western             | 3:a (av 6)          | Kvartsfinal         | 1999        | Åttondelsfinal | 1999             | Trea             |                         |                         |
| 2000                | Central             | 1:a (av 4)          | Final               | 2000        | Mästare        | 2000             | Ej kvalificerad  |                         |                         |
| 2001                | Central             | 1:a (av 4)          | Semifinal           | 2001        | Semifinal      |                  |                  |                         |                         |
| 2002                | Eastern             | 3:a (av 5)          | Kvartsfinal         | 2002        | Åttondelsfinal | 2002             | Kvartsfinal      |                         |                         |
| 2003                | Eastern             | 1:a (av 5)          | Final               | 2003        | Mästare        | 2003             | Ej kvalificerad  |                         |                         |
| 2004                | Eastern             | 5:a (av 5)          | Ej kvalificerad     | 2004        | Final          | 2004             | Semifinal        |                         |                         |
| 2005                | Eastern             | 3:a (av 6)          | Semifinal           | 2005        | Semifinal      | 2005             | Ej kvalificerad  |                         |                         |
| 2006                | Eastern             | 3:a (av 6)          | Kvartsfinal         | 2006        | Mästare        | 2006             | Ej kvalificerad  |                         |                         |
| 2007                | Eastern             | 4:a (av 7)          | Semifinal           | 2007        | Åttondelsfinal | 2007             | Ej kvalificerad  | 2007                    | Ej inbjuden             |
| 2008                | Eastern             | 2:a (av 7)          | Semifinal           | 2008        | Kvartsfinal    | 2008             | Ej kvalificerad  | 2008                    | Ej kvalificerad         |
|                     |                     |                     |                     |             |                | 2008/09          | Ej kvalificerad  |                         |                         |
| 2009                | Eastern             | 2:a (av 7)          | Semifinal           | 2009        | Åttondelsfinal | 2009/10          | Ej kvalificerad  | 2009                    | Final                   |
| 2010                | Eastern             | 4:a (av 8)          | Ej kvalificerad     | 2010        | Åttondelsfinal | 2010/11          | Ej kvalificerad  | 2010                    | Gruppspel               |
| 2011                | Eastern             | 6:a (av 9)          | Ej kvalificerad     | 2011        | Final          | 2011/12          | Ej kvalificerad  |                         |                         |
| 2012                | Eastern             | 4:a (av 10)         | Utslagsomgången     | 2012        | 16-delsfinal   | 2012/13          | Ej kvalificerad  |                         |                         |
| 2013                | Eastern             | 6:a (av 10)         | Ej kvalificerad     | 2013        | Semifinal      | 2013/14          | Ej kvalificerad  |                         |                         |
| 2014                | Eastern             | 9:a (av 10)         | Ej kvalificerad     | 2014        | Semifinal      | 2014/15          | Ej kvalificerad  |                         |                         |
| 2015                | Eastern             | 10:a (av 10)        | Ej kvalificerad     | 2015        | Semifinal      | 2015/16          | Ej kvalificerad  |                         |                         |
| 2016                | Eastern             | 10:a (av 10)        | Ej kvalificerad     | 2016        | Semifinal      | 2016/17          | Ej kvalificerad  |                         |                         |
| 2017                | Eastern             | 3:a (av 11)         | Utslagsomgången     | 2017        | Åttondelsfinal |                  |                  |                         |                         |
| 2018                | Eastern             | 10:a (av 11)        | Ej kvalificerad     | 2018        | Semifinal      | 2018             | Ej kvalificerad  |                         |                         |
| 2019                | Eastern             | 8:a (av 12)         | Ej kvalificerad     | 2019        | 16-delsfinal   | 2019             | Ej kvalificerad  | 2019                    | Kvartsfinal             |
| 2020                | Eastern             | 11:a (av 14)        | Ej kvalificerad     | 2020        | Inställd       | 2020             | Ej kvalificerad  | 2020                    | Inställd                |
| 2021                | Eastern             | 12:a (av 14)        | Ej kvalificerad     | 2021        | Inställd       | 2021             | Ej kvalificerad  | 2021                    | Ej kvalificerad         |

1. 1 2  2000–2001 spelade Chicago i Central Division.
2. ↑  Chicago var bäst i grundserien av alla klubbar i MLS och vann därmed Supporters' Shield.

## Spelartrupp
| 18 | USA | Spencer Richey | 30 maj 1992  | Seattle Sounders (-22) |
| 25 | USA | Jeffrey Gal    | 6 april 1993 | Degerfors IF (-23)     |
| 34 | USA | Chris Brady    | 3 mars 2004  | Chicago Fire FC        |

| 2  | Frankrike     | Arnaud Souquet  | 12 februari 1992  | Montpellier (-23)                  |
| 4  | Colombia      | Carlos Terán    | 24 september 2000 | Envigado (-20)                     |
| 5  | Tyskland      | Rafael Czichos  | 14 maj 1990       | Köln (-22)                         |
| 14 | Danmark       | Tobias Salquist | 18 maj 1995       | Silkeborg (-24)                    |
| 15 | USA           | Andrew Gutman   | 2 oktober 1996    | Colorado Rapids (-24)              |
| 16 | USA           | Wyatt Omsberg   | 21 september 1995 | Minnesota United (-20)             |
| 22 | USA           | Mauricio Pineda | 17 oktober 1997   | University of North Carolina (-20) |
| 27 | Schweiz       | Allan Arigoni   | 4 november 1998   | Lugano (-24)                       |
| 36 | USA           | Justin Reynolds | 4 augusti 2004    | Chicago Fire FC                    |
| 42 | Nederländerna | Diego Konincks  | 30 november 2000  | Saint Louis University (-24)       |
| 43 | USA           | Jaylen Shannon  | 10 februari 2000  | Western Michigan University (-24)  |
| 77 | USA           | Chase Gasper    | 25 januari 1996   | Houston Dynamo (-24)               |

| 7  | Schweiz    | Maren Haile-Selassie | 13 mars 1999      | Lugano (-23)            |
| 11 | Costa Rica | Ariel Lassiter       | 27 september 1994 | CF Montréal (-24)       |
| 17 | USA        | Brian Gutiérrez      | 17 juni 2003      | Chicago Fire FC         |
| 23 | USA        | Kellyn Acosta        | 24 juli 1995      | Los Angeles FC (-24)    |
| 24 | USA        | Jonathan Dean        | 15 maj 1997       | Birmingham Legion (-23) |
| 30 | Paraguay   | Gastón Giménez       | 27 juli 1991      | Vélez Sarsfield (-20)   |
| 31 | Argentina  | Federico Navarro     | 9 mars 2000       | Talleres (-21)          |
| 35 | USA        | Sergio Oregel        | 16 maj 2005       | Chicago Fire FC         |
| 37 | USA        | Javier Casas         | 14 maj 2003       | Chicago Fire FC         |
| 48 | USA        | David Poreba         | 1 december 2002   | Stal Mielec (-24)       |

| 8  | USA       | Chris Mueller     | 29 augusti 1996 | Hibernian (-22)          |
| 9  | Belgien   | Hugo Cuypers      | 7 februari 1997 | Gent (-24)               |
| 12 | USA       | Tom Barlow        | 8 juli 1995     | New York Red Bulls (-24) |
| 19 | Grekland  | Georgios Koutsias | 8 februari 2004 | PAOK (-23)               |
| 21 | Tyskland  | Fabian Herbers    | 17 augusti 1993 | Philadelphia Union (-19) |
| 50 | Frankrike | Christian Koffi   | 28 augusti 2000 | Intercity (-24)          |

### Utlånade spelare
| Nr | Land    | Pos | Namn                                                   |
| -- | ------- | --- | ------------------------------------------------------ |
| -  | USA     | MV  | Bryan Dowd (i Huntsville City till 30 november 2024)   |
| -  | England | MF  | Laurence Wootton (i Indy Eleven till 30 november 2024) |

| Nr | Land | Pos | Namn                                                    |
| -- | ---- | --- | ------------------------------------------------------- |
| -  | USA  | A   | Missael Rodríguez (i Union Omaha till 30 november 2024) |
| -  | USA  | A   | Victor Bezerra (i Detroit City till 30 november 2024)   |

## Tränare
Klubben har haft följande huvudtränare:
| Tränare             | Säsong(er) |
| ------------------- | ---------- |
| Bob Bradley         | 1998–2002  |
| Dave Sarachan       | 2003–2007  |
| Denis Hamlett (tf.) | 2007       |
| Juan Carlos Osorio  | 2007       |
| Denis Hamlett       | 2008–2009  |
| Carlos de los Cobos | 2010–2011  |
| Frank Klopas        | 2011–2013  |
| Frank Yallop        | 2014–2015  |
| Brian Bliss (tf.)   | 2015       |
| Veljko Paunović     | 2016–2019  |
| Raphaël Wicky       | 2020–2021  |
| Frank Klopas (tf.)  | 2021       |
| Ezra Hendrickson    | 2022–      |

## Hall of fame
Klubbens egen hall of fame, kallad "Ring of Fire", har följande medlemmar:
| Namn         | Roll    | Invald | Säsong(er) |
| ------------ | ------- | ------ | ---------- |
| Piotr Nowak  | Spelare | 2003   | 1998–2002  |
| Frank Klopas | Spelare | 2004   | 1998–1999  |
| Luboš Kubík  | Spelare | 2005   | 1998–2000  |
| Peter Wilt   | Ledare  | 2006   | 1997–2005  |
| Bob Bradley  | Tränare | 2007   | 1998–2002  |
| Chris Armas  | Spelare | 2009   | 1998–2007  |
| C.J. Brown   | Spelare | 2012   | 1998–2010  |
| Ante Razov   | Spelare | 2015   | 1998–2004  |